# Régis Pasquier
Régis Pasquier   (Fontainebleau, 12 d'octubre de 1945) és un violinista francès d'una (nissaga de músics). El seu pare Pierre Pasquier (1902–1986), fou un violista i els seus oncles Jean (1903), violinista, i Étienne (1905–1997), un violoncel·lista, havien fundat un trio de corda, el Trio Pasquier. El seu germà Bruno Pasquier és violista.
Régis Pasquier va ser estudiant de Zino Francescatti, amb qui va gravar el Concert per a dos violins de J. S. Bach. El 1958 va guanyar els primers premis de violí i música de cambra al Conservatori de Paris. De 1977 a 1986 va ser violí principal de l'Orquestra Nacional de França. El 1985 va ser nomenat professor de violí i música de cambra al Conservatori de París, on va impartir classes fins al 2011.
Des de 1960, ha realitzat nombroses gires a l'estranger. Amb el seu germà Bruno (violista i director d'orquestra) i el violoncel·lista Roland Pidoux, va ser durant un temps membre d'un trio buscat.
El 1988 va rebre el premi Charles Cros i el 1991 el títol de "Solista de l'any" als "Victoires de la Musique".
El virtuós sovint actua al seu poble de Montréal a la Borgonya.

## Discografia
- Carnaval dels animals de Camille Saint-Saëns (1978)
- 24 Caprices de Niccolò Paganini (1991).
- Concerts complets per a violí de Mozart (1994).
- Concert per a violí de Jean Sibelius (1995).
- Sonates per a violí i piano de Beethoven amb Jean-Claude Pennetier (1997).
- Sextet núm. 1 a B flat major op.18 de Johannes Brahms amb Raphaël Oleg (violí), Bruno Pasquier (viola), Jean Dupouy (viola), Roland Pidoux (violoncel) i Étienne Péclard (violoncel), Harmonia mundi 1982
- Música de cambra de Maurice Ravel (2004).
- Trios élégiaques 1 i 2 de Sergei Rachmaninoff amb el Trio Pennetier-Pasquier-Pidoux (2008)
- Concerto de Beethoven (2002) a Saphir Production
- Concert per Tchaikovsky (2003) a Saphir Production.
- Concert per a dos violins de Johann Sebastian Bach, amb Zino Francescatti.